# Nowendoc River
Der Nowendoc River ist ein Fluss im Osten des australischen Bundesstaates New South Wales.

## Geographie
Er entspringt an den Osthängen des Black Sugarloaf in der Great Dividing Range nördlich des Nowendoc-Nationalparks. Von dort fließt er nach Südosten und mündet bei Knorrit Flat in den Manning River.
Der Thunderbolts Way (Touristenstraße von Gloucester nach Inverell) führt am Mittellauf des Flusses entlang und überquert ihn in Nowendoc.

### Nebenflüsse mit Mündungshöhen
Nebenflüsse des Nowendoc River sind:
- Cooplacurripa River – 149 m
- Rowleys River – 92 m